# Thelypteris strigillosa
Thelypteris strigillosa är en kärrbräkenväxtart som beskrevs av Alan Reid Smith och Lellinger. Thelypteris strigillosa ingår i släktet Thelypteris och familjen Thelypteridaceae. Inga underarter finns listade.